# Malta vid världsmästerskapen i simsport 2024
Malta tävlade vid världsmästerskapen i simsport 2024 i Doha i Qatar mellan den 2 och 18 februari 2024. Malta hade en trupp på tre kvinnliga idrottare.

## Tävlande per sport
Följande är en lista över antalet tävlande per sport.
| Sport    | Herrar | Damer | Totalt |
| -------- | ------ | ----- | ------ |
| Konstsim | 0      | 3     | 3      |
| Totalt   | 0      | 3     | 3      |

## Konstsim
Damer
| Idrottare                          | Gren                 | Kval     | Kval      | Final            | Final            |
| Idrottare                          | Gren                 | Poäng    | Placering | Poäng            | Placering        |
| ---------------------------------- | -------------------- | -------- | --------- | ---------------- | ---------------- |
| Ana Culic                          | Fritt soloprogram    | 167,4229 | 19        | Gick inte vidare | Gick inte vidare |
| Ana Culic                          | Tekniskt soloprogram | 189,7283 | 19        | Gick inte vidare | Gick inte vidare |
| Thea Grima Buttigieg Emily Ruggier | Fritt parprogram     | 158,6000 | 22        | Gick inte vidare | Gick inte vidare |
| Thea Grima Buttigieg Emily Ruggier | Tekniskt parprogram  | 176,1333 | 35        | Gick inte vidare | Gick inte vidare |